# Gran Premio motociclistico d'Austria 1989
Il Gran Premio motociclistico d'Austria fu il settimo appuntamento del motomondiale 1989, si trattò della diciottesima edizione del Gran Premio motociclistico d'Austria valido per il motomondiale.
Si svolse il 4 giugno 1989 a Salisburgo e ottennero la vittoria Kevin Schwantz in classe 500, Sito Pons in classe 250 e Hans Spaan in classe 125, mentre tra i sidecar si impose l'equipaggio Rolf Biland/Kurt Waltisperg.

## Classe 500
Nella gara della classe regina dominio del pilota statunitense Kevin Schwantz che ha ottenuto pole position, giro più veloce e vittoria della gara; sul podio con lui altri due piloti statunitensi, Eddie Lawson e Wayne Rainey. Nella classifica generale del campionato comanda Rainey davanti a Lawson.

### Arrivati al traguardo
| Pos. | Pilota                       | Moto      | Tempo    | Griglia | Punti |
| ---- | ---------------------------- | --------- | -------- | ------- | ----- |
| 1    | Kevin Schwantz               | Suzuki    | 38.39.05 | 1       | 20    |
| 2    | Eddie Lawson                 | Honda     | 38.41.18 | 2       | 17    |
| 3    | Wayne Rainey                 | Yamaha    | 38.58.95 | 3       | 15    |
| 4    | Christian Sarron             | Yamaha    | 39.16.88 | 5       | 13    |
| 5    | Kevin Magee                  | Yamaha    | 39.17.19 | 7       | 11    |
| 6    | Pierfrancesco Chili          | Honda     | 39.17.55 | 4       | 10    |
| 7    | Ron Haslam                   | Suzuki    | 39.17.96 | 6       | 9     |
| 8    | Michael Doohan               | Honda     | 39.35.82 | 10      | 8     |
| 9    | Freddie Spencer              | Yamaha    | 39.37.09 | 9       | 7     |
| 10   | Dominique Sarron             | Honda     | 39.42.64 | 8       | 6     |
| 11   | Robert McElnea               | Honda     | 39.54.22 | 11      | 5     |
| 12   | Alessandro Valesi            | Yamaha    | 1 giro   | 14      | 4     |
| 13   | Simon Buckmaster             | Honda     | 1 giro   | 15      | 3     |
| 14   | Marco Gentile                | Fior      | 2 giri   | 16      | 2     |
| 15   | Bruno Kneubühler             | Honda     | 2 giri   | 17      | 1     |
| 16   | Josef Doppler                | Honda     | 2 giri   | 19      |       |
| 17   | Georg Robert Jung            | Honda     | 2 giri   | 18      |       |
| 18   | Stefan Klabacher             | Honda     | 2 giri   | 21      |       |
| 19   | Michael Rudroff              | Honda     | 2 giri   | 22      |       |
| 20   | Karl Dauer                   | Honda     | 2 giri   | 24      |       |
| 21   | Nicholas Schmassmann         | Honda     | 2 giri   | 23      |       |
| 22   | Fernando Gonzalez de Nicolás | Honda     | 2 giri   | 26      |       |
| 23   | Pavol Dekanek                | Honda     | 3 giri   | 30      |       |
| 24   | Rudolf Zeller                | Manhattan | 3 giri   | 27      |       |
| 25   | Hans Klingebiel              | Suzuki    | 3 giri   | 25      |       |
| 26   | Thomas Berghammer            | Suzuki    | 3 giri   | 29      |       |

### Ritirati
| Pilota           | Moto   | Motivo | Griglia |
| ---------------- | ------ | ------ | ------- |
| Juan López Mella | Honda  |        | 20      |
| Alois Meyer      | Honda  |        | 28      |
| Randy Mamola     | Cagiva |        | 12      |

### Non partito
| Pilota            | Moto   | Motivo | Griglia |
| ----------------- | ------ | ------ | ------- |
| Norihiko Fujiwara | Yamaha |        | 13      |

### Non qualificato
| Pilota                | Motocicletta |
| --------------------- | ------------ |
| Larry Moreno Vacondio | Suzuki       |

## Classe 250
Con il quarto successo su sette gare disputate, lo spagnolo Sito Pons consolida anche la sua prima posizione in classifica generale e ha, a questo punto della stagione, 41 punti di vantaggio sul francese Jean-Philippe Ruggia (ottavo al traguardo) e 55 su Carlos Cardús (qui sesto). Sul podio della gara lo svizzero Jacques Cornu e il tedesco Martin Wimmer.

### Arrivati al traguardo
| Pos. | Pilota               | Moto      | Tempo    | Griglia | Punti |
| ---- | -------------------- | --------- | -------- | ------- | ----- |
| 1    | Sito Pons            | Honda     | 34.29.14 | 1       | 20    |
| 2    | Jacques Cornu        | Honda     | 34.31.18 | 3       | 17    |
| 3    | Martin Wimmer        | Aprilia   | 34.31.40 | 2       | 15    |
| 4    | Helmut Bradl         | Honda     | 34.33.57 | 8       | 13    |
| 5    | Didier de Radiguès   | Aprilia   | 34.39.68 | 6       | 11    |
| 6    | Carlos Cardús        | Honda     | 34.45.25 | 4       | 10    |
| 7    | Reinhold Roth        | Honda     | 34.45.47 | 10      | 9     |
| 8    | Jean-Philippe Ruggia | Yamaha    | 34.45.71 | 12      | 8     |
| 9    | Loris Reggiani       | Honda     | 34.46.03 | 11      | 7     |
| 10   | Masahiro Shimizu     | Honda     | 34.46.26 | 7       | 6     |
| 11   | Jochen Schmid        | Honda     | 35.09.55 | 15      | 5     |
| 12   | Harald Eckl          | Aprilia   | 35.11.08 | 16      | 4     |
| 13   | Renzo Colleoni       | Aprilia   | 35.23.51 | 19      | 3     |
| 14   | Maurizio Vitali      | Honda     | 35.23.82 | 33      | 2     |
| 15   | Wilco Zeelenberg     | Honda     | 35.24.36 | 25      | 1     |
| 16   | Bernard Schick       | Yamaha    | 35.24.57 | 29      |       |
| 17   | Jean-François Baldé  | Yamaha    | 35.24.91 | 22      |       |
| 18   | Daniel Amatriaín     | Honda     | 35.25.08 | 20      |       |
| 19   | Alex Barros          | Yamaha    | 35.25.64 | 28      |       |
| 20   | Bernd Kassner        | Yamaha    | 35.26.25 | 24      |       |
| 21   | Gary Cowan           | Yamaha    | 35.29.10 | 21      |       |
| 22   | Alberto Puig         | Yamaha    | 35.34.00 | 27      |       |
| 23   | Andrew Leisner       | Honda     | 35.36.07 | 26      |       |
| 24   | August Auinger       | Yamaha    | 35.45.11 | 23      |       |
| 25   | Manfred Herweh       | Yamaha    | 1 giro   | 30      |       |
| 26   | Kevin Mitchell       | Yamaha    | 1 giro   | 34      |       |
| 27   | Jean-Francois Foray  | Yamaha    | 1 giro   | 36      |       |
| 28   | Virginio Ferrari     | Gazzaniga | 1 giro   | 17      |       |
| 29   | Fausto Ricci         | Aprilia   | 1 giro   | 35      |       |

### Ritirati
| Pilota           | Moto    | Motivo | Griglia |
| ---------------- | ------- | ------ | ------- |
| Luca Cadalora    | Yamaha  |        | 5       |
| Alberto Rota     | Aprilia |        | 13      |
| Alain Bronec     | Aprilia |        | 32      |
| Juan Garriga     | Yamaha  |        | 9       |
| Andreas Preining | Aprilia |        | 14      |
| Hans Becker      | Seel    |        | 18      |
| Adrien Morillas  | Yamaha  |        | 31      |

### Non qualificati
| Pilota                    | Motocicletta |
| ------------------------- | ------------ |
| Erich Neumair             | Aprilia      |
| Patrick van den Goorbergh | Yamaha       |
| Josef Hutter              | Honda        |
| K. Daubauer               | Rotax        |
| Darren Milner             | Yamaha       |
| Martin Sraj               | Honda        |

## Classe 125
Caduto nelle ultime prove libere e impossibilitato a partire il titolare della pole position, lo spagnolo Jorge Martínez, la vittoria è andata all'olandese Hans Spaan davanti agli spagnoli Julián Miralles e Àlex Crivillé. Nella classifica provvisoria del campionato al primo posto c'è l'italiano Ezio Gianola che in questa occasione è stato costretto al ritiro. 

### Arrivati al traguardo
| Pos. | Pilota             | Moto      | Tempo    | Griglia | Punti |
| ---- | ------------------ | --------- | -------- | ------- | ----- |
| 1    | Hans Spaan         | Honda     | 37.10.29 | 4       | 20    |
| 2    | Julián Miralles    | Derbi     | 37.36.41 | 8       | 17    |
| 3    | Àlex Crivillé      | JJ Cobas  | 37.46.50 | 5       | 15    |
| 4    | Bruno Casanova     | Aprilia   | 37.52.44 | 23      | 13    |
| 5    | Fausto Gresini     | Aprilia   | 37.52.69 | 7       | 11    |
| 6    | Dirk Raudies       | Honda     | 37.53.31 | 33      | 10    |
| 7    | Domenico Brigaglia | Garelli   | 37.53.56 | 22      | 9     |
| 8    | Corrado Catalano   | Gazzaniga | 37.55.69 | 17      | 8     |
| 9    | Allan Scott        | Honda     | 37.55.91 | 6       | 7     |
| 10   | Robin Milton       | Honda     | 37.56.42 | 35      | 6     |
| 11   | Jean-Claude Selini | Honda     | 38.08.89 | 11      | 5     |
| 12   | Thierry Feuz       | Honda     | 38.09.10 | 26      | 4     |
| 13   | Stefan Prein       | Honda     | 38.15.70 | 3       | 3     |
| 14   | Josef Fischer      | Honda     | 38.17.99 | 31      | 2     |
| 15   | Alfred Waibel      | Honda     | 38.20.01 | 10      | 1     |
| 16   | Gastone Grassetti  | Aprilia   | 38.20.21 | 28      |       |
| 17   | Manfred Baumann    | Honda     | 38.23.87 | 21      |       |
| 18   | Robin Appleyard    | Honda     | 38.37.96 | 15      |       |
| 19   | Flemming Kistrup   | Honda     | 38.41.12 | 29      |       |
| 20   | Bady Hassaine      | Honda     | 38.42.75 | 30      |       |
| 21   | Heinz Lüthi        | Honda     | 38.50.20 | 34      |       |
| 22   | Hisashi Unemoto    | Honda     | 39.07.41 | 13      |       |
| 23   | Mike Leitner       | Honda     | 1 giro   | 32      |       |

### Ritirati
| Pilota            | Moto    | Motivo | Griglia |
| ----------------- | ------- | ------ | ------- |
| Adi Stadler       | Honda   |        | 12      |
| Stefan Dörflinger | Krauser |        | 24      |
| Alex Bedford      | EMC     |        | 27      |
| Ezio Gianola      | Honda   |        | 2       |
| Herri Torrontegui | Honda   |        | 16      |
| Esa Kytölä        | Honda   |        | 20      |
| Taru Rinne        | Honda   |        | 9       |
| Koji Takada       | Honda   |        | 18      |
| Gerhard Waibel    | Honda   |        | 36      |
| Luis Miguel Reyes | Honda   |        | 25      |
| Lucio Pietroniro  | Honda   |        | 19      |
| Doriano Romboni   | Honda   |        | 14      |

### Non partito
| Pilota         | Moto  | Motivo | Griglia |
| -------------- | ----- | ------ | ------- |
| Jorge Martínez | Derbi |        | 1       |

### Non qualificati
| Pilota              | Motocicletta |
| ------------------- | ------------ |
| Pier Paolo Bianchi  | Seel         |
| Javier Debón        | JJ Cobas     |
| Janez Pintar        | Honda        |
| Johnny Wickström    | Honda        |
| Rafael Roses        | Honda        |
| Klaus-Dieter Kindle | Honda        |
| Jos van Dongen      | Casal        |
| Emilio Cuppini      | Aprilia      |
| Othmar Schuler      | Honda        |
| Trevor Manley       | Honda        |
| Håkan Olsson        | Rotax        |

## Classe sidecar
Prima vittoria stagionale, dopo due ritiri, per l'equipaggio Rolf Biland-Kurt Waltisperg, che precede al traguardo Egbert Streuer-Geral de Haas. Ottengono solo un 15º posto i campioni in carica e leader della classifica Steve Webster-Tony Hewitt, costretti a una lunga sosta ai box per risolvere problemi tecnici.
Webster resta comunque al comando nel mondiale con 41 punti, davanti a Kumano a 39, Streuer a 34 e Michel a 32.

### Arrivati al traguardo (posizioni a punti)[5]
| Pos | Pilota           | Passeggero       | Moto          | Tempo    | Punti |
| --- | ---------------- | ---------------- | ------------- | -------- | ----- |
| 1   | Rolf Biland      | Kurt Waltisperg  | LCR-Krauser   | 31'47"35 | 20    |
| 2   | Egbert Streuer   | Geral de Haas    | LCR-Yamaha    | +1"53    | 17    |
| 3   | Alain Michel     | Jean-Marc Fresc  | LCR-Krauser   | +20"22   | 15    |
| 4   | Alfred Zurbrügg  | Martin Zurbrügg  | LCR-Yamaha    | +20"84   | 13    |
| 5   | Masato Kumano    | Markus Fährni    | LCR-Yamaha    | +24"84   | 11    |
| 6   | Markus Egloff    | Urs Egloff       | SMS-Yamaha    | +27"84   | 10    |
| 7   | Barry Brindley   | Graham Rose      | Fowler-Yamaha | +38"76   | 9     |
| 8   | Rolf Steinhausen | Bruno Hiller     | Busch         | +47"23   | 8     |
| 9   | Fritz Stölzle    | Hubert Stölzle   | LCR-Krauser   | +58"10   | 7     |
| 10  | Tony Wyssen      | Kilian Wyssen    | LCR-Krauser   | +58"31   | 6     |
| 11  | Steve Abbott     | Shaun Smith      |               |          | 5     |
| 12  | Theo van Kempen  | Simon Birchall   | LCR-Krauser   |          | 4     |
| 13  | Tony Baker       | Trevor Hopkinson | LCR-Krauser   |          | 3     |
| 14  | Yvan Nigrowsky   | Jacques Corbier  | LCR-JPX       |          | 2     |
| 15  | Steve Webster    | Tony Hewitt      | LCR-Krauser   |          | 1     |